# Scriptorium (revue)
Scriptorium. Revue internationale des études relatives aux manuscrits est une revue internationale semestrielle multilingue consacrée aux études relatives aux manuscrits médiévaux. Fondée en 1946 par Camille Gaspar, Frédéric Lyna et François Masai, la revue est éditée par le Centre d'études des manuscrits et traite essentiellement de codicologie et de la bibliographie afférente aux manuscrits médiévaux d'Europe.